# Tasmansk pungulv
Den tasmanske pungulv (også kendt som tasmansk tiger) (Thylacinus cynocephalus) var et stort rovdyr, der levede i Australien. På engelsk kaldes dyret den tasmanske tiger, men pungulven var hverken kat eller hund; som mange australske dyr hørte den til pungdyrene, som kænguruen og vombatten.
I tidsperioden sen Pleistocæn–tidlig Holocæn var pungulve almindelige i Australien, men da befolkningen fra nordliggende øer introducerede dingoen i Australien for omkring 5000 år siden, blev pungulven udsat for hård konkurrence, og populationen faldt. Det er usikkert, hvornår den sidste pungulv døde i Australien, men det kan have været så sent som for ca. 1000 år siden.
På Tasmanien, hvor dingoen ikke var blevet indført, overlevede pungulven helt op til vores tid. De sidste pungulve blev udryddet pga. landmænds regeringsstøttede udryddelseskampagner. I de sidste år var også samleres indhug i bestanden en væsentlig årsag til den endelige udryddelse. Den sidste vilde pungulv blev set i 1932, mens den sidste pungulv i fangenskab – Benjamin – døde i Hobart Zoo den 6. september 1936. Inden Benjamin døde, blev en kort sort-hvid filmstump af ham optaget, hvor pungulven bevæger sig frem og tilbage langs tremmerne i sit bur.
I udseende mindede pungulven om en korthåret hund med en stiv hale, der mest lignede en kængurus hale. På bagparten havde pungulven striber. De kraftige kæber kunne åbnes i en næsten 90 graders vinkel og pungen vendte bagud.

## Observationer i nyere tid
Skønt pungulven officielt er uddød, rapporteres der jævnligt om nye observationer af dyret – både på Tasmanien og i Australien. I 2005 tog en tysk turist angiveligt digitale billeder af dyret, men billedernes autenticitet er aldrig blevet verificeret.
I marts 2005 udlovede et australsk magasin (The Bulletin) en dusør på $1.250.000 for fangsten af en levende tasmansk pungulv. Deadline for udbetaling af dusøren udløb i juni 2005, men ingen krævede nogensinde dusøren udbetalt.

## Kloning
I 1999 begyndte det australske museum i Sydney et projekt inspireret[kilde mangler] af science fictionfilmen "Jurassic Park". Målet var, via genetisk materiale ekstraheret fra individer af tasmansk pungulv, der blev konserverede i begyndelsen af forrige århundrede, at genskabe nye individer af den tasmanske pungulv. De nye individer skulle skabes ved kloning og være grundlaget for en regenerering af arten og dermed genoplivningen af den tasmanske pungulv. I slutningen af 2002 havde projektet nogen succes, da det rent faktisk lykkedes at ekstrahere brugbart DNA. Men den 15. februar 2005 blev det meddelt, at projektet blev afbrudt, da test afslørede, at det ekstraherede DNA var så ødelagt af konserveringsvæsken (ethanol) som individet havde været opbevaret i, at det var umuligt at genskabe.